# Michael Hixon
Michael Hixon, född den 16 juli 1994 i Amherst, Massachusetts, är en amerikansk simhoppare.
Han tog OS-silver i synkroniserade svikthopp i samband med de olympiska tävlingarna i simhopp 2016 i Rio de Janeiro. I juli 2021 vid OS i Tokyo tog Hixon silver tillsammans med Andrew Capobianco i parhoppning från 3 meter.